# Der Idiotenzwinger
Der Idiotenzwinger (Originaltitel: L'infermiera nella corsia dei militari) ist eine italienische Erotikkomödie aus dem Jahr 1979 unter der Regie von Mariano Laurenti. In den Hauptrollen agieren Lino Banfi und Nadia Cassini; Nieves Navarro spielt – unter dem Pseudonym Susan Scott – Banfis frigide Ehefrau. Zudem wirkt Karin Schubert in einer Nebenrolle als heimliche Geliebte eines Kriminellen mit. Der Film erschien unter dem Alternativtitel Flotte Teens im Idiotenzwinger auf DVD.

## Handlung
Auf der Suche nach zwei gestohlenen Gemälden des De-Sardes-Clans finden Nachtclubbesitzer Johnny und seine Geliebte Eva die vergiftete Leiche ihres Komplizen, eines Kunsträubers. Dem Abschiedsbrief des Toten entnehmen sie den Aufenthaltsort ihrer wertvollen Beute. Die verschollenen Bilder sollen sich irgendwo in der Psychiatrischen Klinik von Professor Larusso befinden. Johnny, der heimlich mit Kunstwerken handelt, trifft daraufhin mit einer seiner Tänzerinnen eine geschäftliche Abmachung und entsendet diese, als Krankenschwester getarnt, in die private Nervenheilanstalt.
Die attraktive Grazia Mancini weckt bei ihrer Ankunft sogleich Begehrlichkeiten bei dem hypersexuellen Klinikleiter Prof. Larusso, der unter dem mangelnden Sexualverlangen seiner Ehefrau leidet. Zudem verliebt sich Klinikarzt Dr. Santarelli in die neue Nachtschwester.
Grazia nimmt ihre Aufgabe ernst und pflegt fortan betuchte Patienten mit Persönlichkeitsstörungen und anderen psychischen Erkrankungen. Nebenbei versucht sie die zwei wertvollen Gemälde ausfindig zu machen. Diese entdeckt sie später bei Maler Peppino, einem debilen Spross der Eigentümerfamilie. Mit den Kunstwerken reist die Schönheit später zu ihrem Chef und Auftraggeber Johnny, heimlich verfolgt vom eifersüchtigen Dr. Santarelli. Bei der Übergabe kommt es zu Handgreiflichkeiten, in deren Verlauf Johnny und Eva mit den Kunstgegenständen fliehen. Grazia und Dr. Santarelli gelingt es mit einer List, die beiden Gauner zu stellen und diese der Gerichtsbarkeit zu übergeben. Am Ende des Films werden Grazia und Dr. Santarelli ein Liebespaar, während Klinikleiter Larussa infolge einer folgenschweren Verwechselung selbst Patient der eigenen Einrichtung wird.

## Kritiken
Das Lexikon des internationalen Films schrieb, das Werk sei eine „schwerfällige Vulgär-Komödie“.